# 癫痫
癲癇又稱腦癇症，是一種神經性疾患，特徵為反覆地癲癇發作，即為重複發作或長或短的嚴重抽搐症狀，可能會造成物理性傷害，甚至骨折。患者傾向在無誘發原因下持續重複地發作；因中毒等特定原因引發的單次性癲癇發作（英語：Isolated seizures）不歸類為癲癇。癲癇的治療方式在各地各有不同，患者常因其病況而遭到各種程度的汙名化。
根据国际抗癫痫联盟发布的《癫痫发作的最新分类（2025版）》，癫痫分为：局灶性发作、不确定为局灶性发作或全身性发作、全身性发作、未分类发作四种类型。
大多數癲癇病例的肇因尚未釐清，在少數病例中肇因於腦損傷、中風、腦腫瘤、腦部感染或先天性障礙，經致脑痫作用而致病；而一小部分的癲癇病例與已知的基因突變直接相關。癲癇發作是大腦皮質中過度且異常的神經元活動所產生的結果。癲癇的診斷必須先排除其他可能造成類似症狀的情況，例如昏厥；以及判斷是否有其他造成發作的原因，例如酒精戒斷症候群或電解質方面的問題。這部分可以借助神經成像和血液檢查。異常的腦電圖檢查結果可以佐證癲癇的診斷，但正常的腦電圖檢查結果則無法排除癲癇的可能性。由其他原因造成的癲癇可能是可以預防的。
70%的發作可藉由藥物控制，平價的抗發作藥物通常也不難取得。而30%無法以藥物控制的發作則可以考慮外科學的方式，或是神經刺激，和飲食調整
。並不是所有的癲癇都會持續終生，許多人的狀況可以改善到不再需要治療的程度。
截至2015年，有3,900萬人罹患癲癇，將近80%是在发展中國家。2015年全世界有12萬5千人因為癲癇而死亡，較1990年的11萬2千人要多一些。癲癇在年長者身上較容易出現。在已開發國家，新增的病例最常出現在嬰兒及年長者。在開發中國家，因為根本病因的差異，新增病例會以年齡較大的兒童及青年為主。有5%至10%的人會在80歲以前出現無故的癲癇發作，這些人中再次癲癇發作的比例佔40%至50%。許多地區的癲癇患者的駕駛資格會受限制，或是被要求必須一段時間沒有癲癇發作才能夠駕駛。
癲癇的英語「epilepsy」是源自古希臘語的「ἐπιλαμβάνειν」，為「侵襲、佔有、或折磨」之意。

## 症状和体征

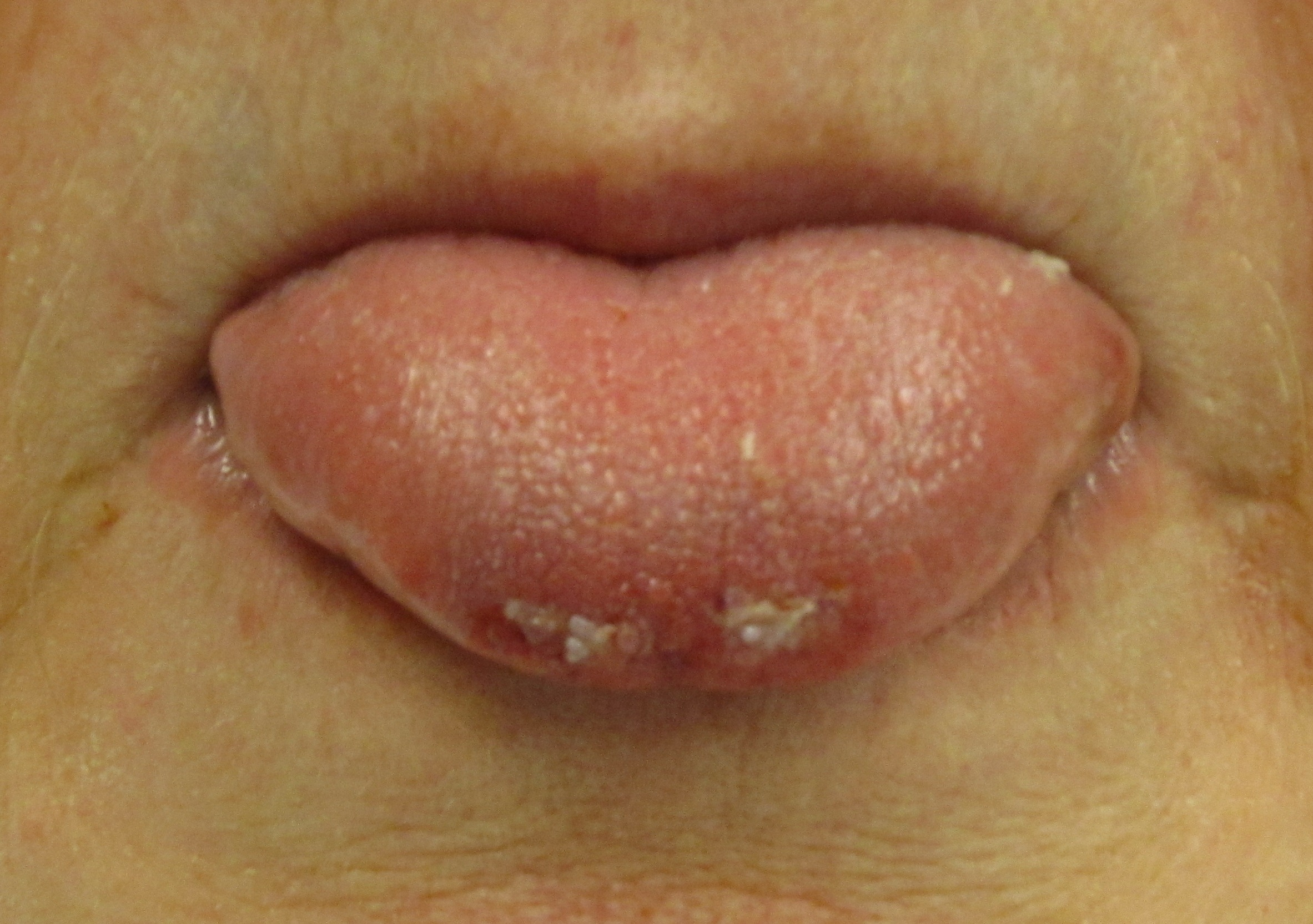
在抽搐发作时咬到自己舌尖的一位病人

癲癇的特点是长期反复发作抽搐。这些发作可能因涉及的脑部区域和病人年龄有好几种不同形式。

### 抽搐发作
- 抽搐类型（約佔60%）
  - 局部性癲癇發作（英语：Partial_seizure）（約佔三分之二），但可能惡化为全身性癲癇發作（英语：Generalised_epilepsy）。通常會先有某些感觉或经历，称为先兆[32]，包括：感官先兆（视觉、听觉或嗅觉）、通感或情绪、自主神经、或肢体感觉性[2]。
    - 阵发抽搐可能开始于一个特定的肌肉群，并扩散到邻近肌肉群，又称为傑克遜尼式行軍（英语：Jacksonian march）[33]。
    - 自动症（英语：Automatism_(medicine)）是非自觉地产生的活动，多为简单重复动作如上下砸嘴唇，或更为复杂的活动如试图拾起物品等[33]。

  - 全身性抽搐[31]（約佔三分之一），有六种主要类型：强直－阵挛性、強直性（tonic）、陣攣性狀態（clonic）、肌痙挛性（英语：Myoclonus）、失神性（Absence seizure）、以及失张性发作（英语：Atonic_seizure）。这六种都会失去意识，通常事先没有预警。
    - 强直 - 阵挛性：发作以四肢收缩开始，接着是四肢挺直、背部拱起，因胸部肌肉收缩，病人可能会发出哭叫声，歷時约10–30秒，稱為强直期（tonic phase）；之后是四肢同时抖动，稱為阵挛期（clonic phase）。咬到舌头两侧更为常见[34]。
    - 阵挛性抽搐：发作时四肢同时抖动，令肌肉不断收缩，当呼吸停止，病人会呈青黑色。在抖动结束10–30分钟后才可能恢复正常，此阶段称为「发作后期（postictal phase）」。发作期间可能會大小便失控[35]及咬到舌尖或舌头两侧[34]。
    - 肌强直性：发作會引起数个局部或全身性的肌肉痉挛，失神性非常轻微，可能只是轻轻转头或眨眼[2]。病人并不会跌倒，发作结束后马上会恢复正常[2]。失张性发作的肌肉失去活动的过程則會超过一秒钟[33]，这樣的發作通常會在身体两侧发生[33]。
- 非抽搐类型（約佔40%）
  - 失神，症狀为失去意识，通常持续10秒左右[2][36]。咬舌也较为常见[34]。
- 诱因
  - 反射性发作（英语：Reflex seizure）[37]經常由特定事件触发，约佔6%患者。
  - 反射性癲癇发作（英语：Reflex epilepsy）只能由特定的刺激引发[38]，常见诱因包括闪烁的灯光和突發的聲響[37]。
  - 某些类型，抽搐是频繁地在睡眠中发生[39]。
  - 某些类型，抽搐只在睡眠时发生[40]。

### 发作后期
在抽搐高峰发生后、正常意识水平恢复正常前，通常会有一段意识混乱的时期，被称为是发作后期。此阶段通常長3到15分钟，但也可能持续数小时。其他常见的症状包括：感觉疲惫、头痛、言语困难、以及行为异常。思覺失調在抽搐发作后并不罕见，比率大约为6-10%。病人往往不记得发作期间发生的事情。局灶性抽搐后也可能会发生局部性麻痹，即托德麻痹，通常持续几秒钟到几分钟，但在少见的情况下可能会持续一到两天。

### 心理社會面
癲癇可能會在社会支持和心理福祉上造成负面影响，包括被他人孤立、羞辱，或肢體殘障。也可能导致较低的教育水平和就业不易。患者常有学习困难的問題，尤其在患有脑痫的儿童身上。在公開場合發作，可能對患者與家庭帶來異樣眼光。
併發症包括：重性憂鬱障礙、焦虑症、偏头痛、及精神病等。
- 癲癇併發精神病的可能性高於一般人，類似精神分裂，以幻覺、妄想為主。若癲癇病灶在顳葉者，則發作機率更高。有些研究發現左腦病灶者較易併發精神病，但未獲得一致性的結論。另有些癲癇是因腦病變造成，這些腦病本身也會造成精神不穩定的症狀[45]。
- 注意力不足過動症在癲癇儿童中发生率是正常儿童的3到5倍[46]。多动症和癫痫对儿童的行为、学习和社会互动发展有显著影响[47]。癲癇在自闭症患者中也更为常见[48]。

## 病因
癲癇的根本病因是遗传性（自發性），或是源自器質性精神障礙（Organic psychosis）或代谢问题，并不具备如急性疾病（例如：腸胃炎、流感）的外部诱因，但在百分之六十的病例中，病因皆为未知。
- 嬰兒顱骨凹陷骨折後，會出現顱腦受壓的情況，會影響腦部的發育，在這期間患兒還可能隨時出現癲癇症狀，請家長們去兒童醫院的神經外科為孩子診療。
- 年輕的患者，較常發生的原因為遗传性、先天性、或發展障礙。
- 年长的患者，腦肿瘤和中风则较常見。
- 若由确定的病因引起，如中风、颅脑外伤、中毒或代谢性疾病，则被称为急性症状性癲癇，并不属于癲癇病本身的范畴，而是被归纳在更大的癲癇相关疾病的范围之中。
- 很多造成急性症状性癲癇的病因可能会使癲癇再次的发作，这樣的症狀又被称为继发性癲癇（secondary epilepsy）[35]。

## 病症的应对
癲癇的突发性，以及其常见的一些症状导致很多人存在对病人的偏见与歧视，或遇到突发病人后陷入惊慌状态不能及时给与援护。
旁人（包括医务人员在内）绝不应该在病人口中放入任何物件，因为这有可能对双方造成严重的伤害。发作时为避免病人乱动而出现滚下楼梯或撞墙等意外事故发生，应该首先确保病人周围环境的安全。
过去对癲癇多使用外科手术治疗，现在因为绝大多数病症可由药物控制，除非严重的病症一般不进行外科手术，但选择外科手术需要经过缜密的辩证。治疗癲癇效果较好的西药有卡马西平（Carbamazepine，商品名 Tegretol）、丙戊酸钠（商品名 Depakene）、苯妥英（Phenytoin，商品名 Dilantin 癲能停）、奥卡西平（商品名 Trileptal）、唑尼沙胺（商品名 Zonegran）。
卡马西平是治療癲癇的第一線用藥，普遍用來治癲癇、三叉神經痛、腎原性尿崩症、雙極性疾患，每年有數名患者不是癲癇，卻吃下該藥止痛，多數醫師開藥時也沒告知該藥可能產生嚴重過敏副作用-史帝芬強生症候群（Steven-Johnson syndrome），死亡率達1至4成。
Trileptal（奧卡西平），对局部癫痫发作有效，但易引发情绪不稳定。其副作用包括：
- 精神状态：激动（神经质、紧张）、情感起伏不定、精神混乱、精神激昂、沮喪、冷漠、神情呆滯。
- 中樞神經系统：困倦想睡、頭疼、頭暈、健忘、運動失调、注意力受干扰、眼球震顫、震顫。
- 中樞血管系統：心律不整（例如：心房心室傳導受阻）。
- 消化系統：噁心、嘔吐、便秘、腹瀉、腹痛。
- 血液方面：白血球減少、血小板減少。
- 肝臟：氨基轉移酶及/或鹼性磷酸鹽酶增加、肝炎。
- 代謝及營養異常：低鈉血症、因低鈉血症而伴有之徵兆及症狀，例如抽搐、紊亂、意識減弱、視力異常（例如：視力模煳）、嘔吐、噁心。
- 特殊感官：複視、眩暈、視力異常（例如：視力模糊）。
- 皮膚及其附屬器官：粉刺、禿頭、皮疹、蕁麻疹、史蒂芬斯－強森症候群、全身性紅斑性狼瘡。
- 全身：疲勞、無力衰弱、血管水腫、多重器官過敏症異常（特徵微皮疹、發燒、淋巴腺病、肝功能檢驗異常、嗜伊紅血球減少、關節痛）

## 腦癇发作诱因

2002年失能調整生命年每100,000人罹患癲癇之分佈圖。
無資料
低於50
50-72.5
72.5-95
95-117.5
117.5-140
140-162.5
162.5-185
185-207.5
207.5-230
230-252.5
252.5-275
高於275

- 过量饮酒：癲癇患者要禁酒，包括任何含有酒精的饮料都要禁止。
- 心理压力
- 情绪激动：过于兴奋、紧张都易引起癫痫发作。
- 頭部創傷
- 拍打孩子頭部：經常拍打孩子的頭部會導致孩子顱內出現出血，久而久之就會形成疤痕組織，這些疤痕組織一旦遇到誘發條件就很可能會出現癲癇發作。
- 闪烁光刺激：1946年W. Grey Walter在科学雜誌《自然》（Nature）上发表的文章中指出，每秒钟20-50次左右的光线的明灭会引发病症。1997年日本动画片《神奇宝贝》（ポケットモンスター）由于放映中出现的强烈光线明灭效果曾导致众多儿童发作癲癇，引发了社会问题。
- 过度换气
- 睡眠不足
- 腦中風：中大腦動脈栓塞的病人在腦中風後的恢復期間易發生癲癇，通常由癱瘓的肢體開始抽搐。
- 腫瘤
- 脑炎、脑膜炎
- 熱性痙攣
- 退化性疾病：阿兹海默症、多發性硬化症、畢克氏疾病（Pick's Disease）

## 腦癇发作的类型
腦癇发作因脑放电部位以及扩展方式的不同表现出不同的症状。由放电引发的癫痫发作大体分为两个类型。
- 全面發作(generalized seizures)
发作开始后大脑皮层全范围的放电。具体有引发全身痉挛的整体性强直间代发作（大发作），不伴随痉挛而主要是丧失意识失神性发作（小发作）等。另外还有泛肌阵挛性发作、强直发作、脱力发作等。
- 部份發作(partial seizures)
由一部分的脑放电引发。而可以分為不伴随意識障碍的称为「单纯部分发作」、伴随意識障碍的称为「复杂部分发作」。另外，发作起始由脑的一部分开始放电，其后扩散至全域的情况称之为二次性整体化。二次性整体化发作症状类似大发作，但是分类为部分发作
  - 颞叶内侧放电的情况下，常常会出现无意识状态的单纯动作的持续，称为「自动症」。（自动症并非都是部分发作）

## 癲癇的种类
- 局部癲癇
  - 自发性
良性儿童期中央—颞区棘波灶癲癇
枕叶阵发儿童癲癇
  - 症状性
颞叶癲癇
额叶癲癇
顶叶癲癇
枕叶癲癇
反射性癲癇综合症
- 全身性癲癇
  - 自发性
良性家族性新生儿惊厥
良性新生儿惊厥
良性新生儿期肌阵挛癲癇
儿童期失神癲癇（癫痫小发作）
少年期失神癲癇
少年期肌阵挛癲癇（冲动性小发作）
觉醒时的大发作（全身强直—阵挛发作癫痫）
其它全身的自发性癲癇
  - 隐原性或症状性
婴儿痉挛症（WEST综合症）
LENNOX—GASTAUT综合症
伴有肌阵挛—起立不能发作的癲癇
肌痉挛性失神癲癇
  - 症状性
早期肌痉挛性脑病（EME）
具有抑制爆发的早期婴儿癲癇性脑病
其它症状性全身性癲癇
- 局灶性或全身性不明的癲癇和综合症
  - 兼有全身和局灶发作
新生儿发作
婴儿期重度肌阵挛癲癇（SMEI）
慢波睡眠相对有持续性棘—慢波癲癇
获得性癲癇失语综合症（Landau-Kleffner综合症）
其它未定性癲癇
  - 无明确的全身或局灶性特点
- 特殊综合症
  - 状况关联性发作（条件性发作）
发热惊厥
孤立性发作或孤立性癲癇持续状态
急性代谢或中毒事件之时癲癇
  - 癲癇性精神分裂
精神分裂樣症狀的出現是長期服用抗癲癇藥物引起葉酸代謝障礙的結果。

## 需紧急返院的情况
以下情况是指经诊断治疗后，仍发生的情形，不能等到下次回诊：
- 发作结束后仍无法开始呼吸
- 一次抽搐发作后，立刻接着另一次发作
- 发作时撞伤、撞击头部、或导致其他外伤
- 抽搐发作时间超过15分钟不停歇

## 中医学说法
癲癇相当于中医的痫症。中医常用“风”来形容突发性疾病，如老年人脑出血，称为“中风”；新生儿破伤风叫“脐风”，儿童惊厥叫“惊风”或“抽风”。俗称的“羊角风”即是指这一病症。《内经》中有关于旧称“癫痫”的最早记载。其后也都有众多关于本病的论述。在名称方面曾存在分歧：一种说法是，“癫”和“痫”是不同的病症，“癫”指的是“癫狂”，相当于现代医学的精神病，“痫”则相当于癫痫。另一说法是“癫”和“痫”都是同一病症，成年患者称为“癫症”，儿童患者称作“痫症”。至明朝时，才正式将“癫痫”明确作为一个特殊的病症。
现代医学中的癲癇严格意义上要比中医所讲的“痫症”或“羊角风”范围广，它包括各种类型的发作，而“痫症”仅仅是癲癇的一种类型。

### 中医的癲癇分类
中医可按不同的病邪引发的症候分为：风痫、惊痫、食痫、痰痫、虫痫、瘀痫、寒痫、热痫等。
或者按照阴阳分类法分为实热型阳痫、虚寒型阴痫。

## 延伸閱讀
- Morrow, Jim. 2011. Epilepsy a patient's handbook. National Services for Health Improvement. ISBN 978-0-9560921-7-5.
- Walker, M. & Shorvon, S.  Understanding Epilepsy second edition 2000. Family Doctor Publications. ISBN 978-1-898205-20-3.

## 外部連結
- 中的“癫痫”
- World Health Organization fact sheet （页面存档备份，存于）